# Queso bola
Le queso bola (/'ke.so 'bo.la/ littéralement « fromage boule ») est un fromage au lait de vache du Mexique originaire d'Ocosingo, dans le Chiapas.